# Clisson et Eugénie
Clisson et Eugénie är en romantisk novell skriven av Napoleon Bonaparte år 1795 när han var i tjugoårsåldern. Clisson och Eugénie beskrivs allmänt som en fiktiv berättelse om en soldat och hans älskares dömda romantik. Historien verkar inspireras av Bonapartes eget förhållande till Eugénie Désirée Clary, senare känd som Drottning Desideria av Sverige och Norge.
Berättelsen sammanställdes av den brittiske historikern Peter Hicks och Emilie Barthet 2007. Novellen översattes till svenska av författaren G. V. Rindborg och utkom 2022.